# Franz Peter Kürten
Franz Peter Kürten (* 8. Dezember 1891 in Dünnwald; † 11. April 1957 in Leverkusen) war ein deutscher Schriftsteller. Er war verheiratet mit Anna Janssen. Gerold Kürten war ihr Sohn.

## Leben
Franz Peter Kürten wurde als fünftes von neun Kindern des Schlossermeisters und Eisenwarenhändlers Peter Kürten und dessen Ehefrau Anna Maria Susanna geb. Wolff geboren. Er absolvierte nach dem Besuch einer privaten Handelsschule eine kaufmännische Lehre. Er war Mitglied in der Laienspielgruppe eines Katholischen Arbeitervereins und pflegte Kontakte zur Wandervogel-Bewegung. Kürten nahm als Soldat am Ersten Weltkrieg teil und erlitt 1915 eine schwere Kopfverletzung. Er war von 1915 bis 1933 als kaufmännischer Angestellter in Düren-Birkesdorf bei der Firma Isola tätig und begann daneben mit der Veröffentlichung literarischer Arbeiten. Ab 1920 veranstaltete er Vortragsabende, teilweise auch in rheinischer Mundart. Er begann, Dokumente des rheinischen Brauchtums zu sammeln, und war ab 1927 freier Mitarbeiter für den Bereich rheinische Volkskunde beim Westdeutschen Reichssender. Aus gesundheitlichen Gründen zog er 1936 nach Köln zurück.
Franz Peter Kürten trat zum 1. Mai 1932 der NSDAP bei (Mitgliedsnummer 1.138.651) und wirkte dort im Bereich der Organisation „Kraft durch Freude“. Ab 1937 war er beim Reichssender Köln in gehobener Position zuständig für den Bereich „Volkskunde“. In den folgenden Jahren war Kürten zeitweise auch an den Reichssendern Frankfurt und Luxemburg tätig. 1944 kehrte er nach Köln zurück, wo er als freier Schriftsteller lebte. In den Fünfzigerjahren lieferte er nochmals zahlreiche Beiträge für den Nordwestdeutschen Rundfunk in Köln.

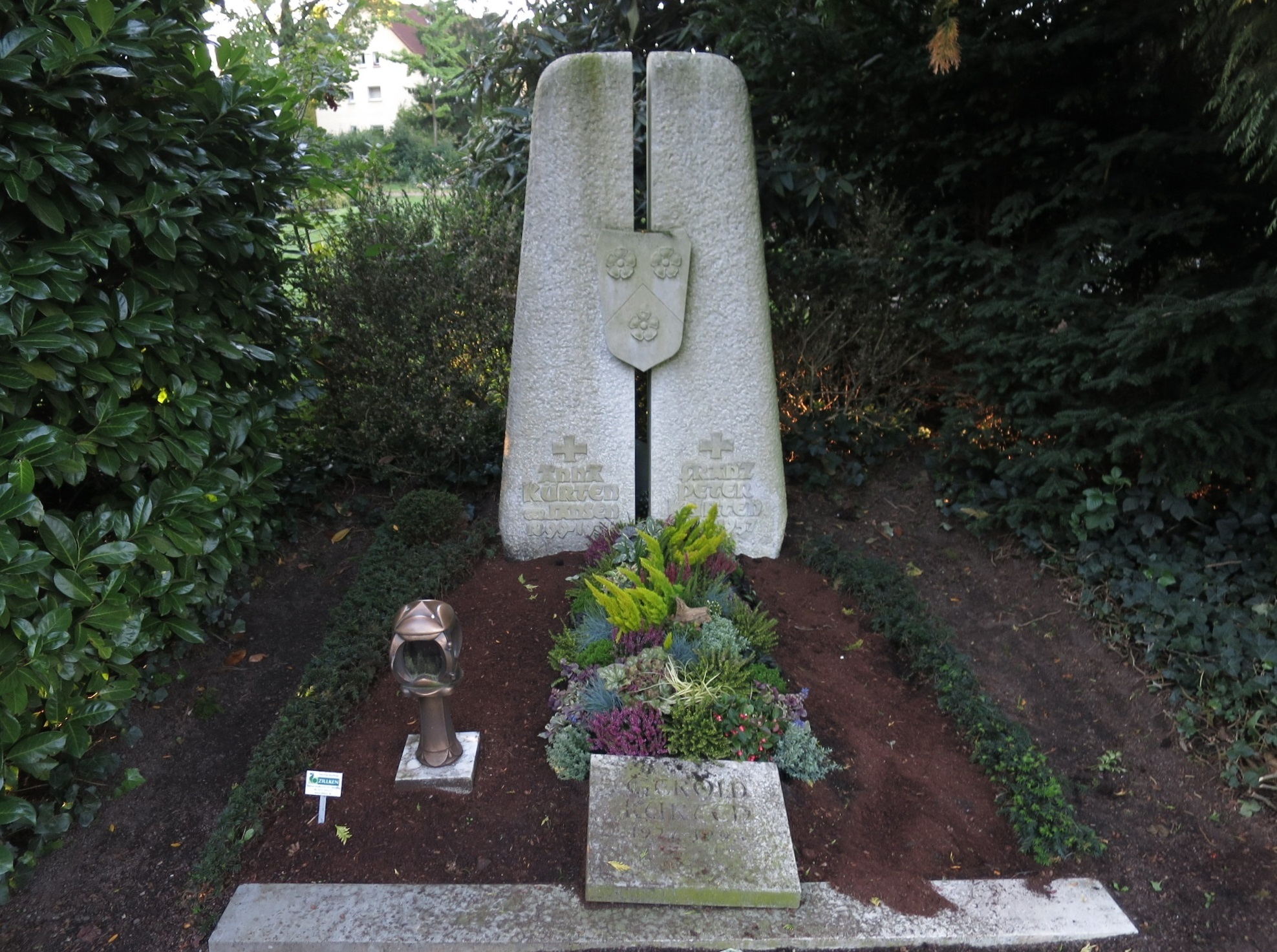
Grab auf dem Kölner Friedhof Dünnwald

Franz Peter Kürten verfasste neben einem umfangreichen volkskundlichen Werk auch Romane, Erzählungen, Gedichte und Hörspiele, wobei er sich vor allem bei lyrischen Werken sowohl des Hochdeutschen als auch seines rheinischen Dialekts bediente, einige davon zusammen mit seinem Sohn Gerold. Kürten war seit 1929 Mitglied des Bundes Rheinischer Dichter und seit 1937 Ehrenmitglied des Heimatvereins Alt-Köln e. V.
Kürten starb in einem Leverkusener Krankenhaus an einem Gehirnschlag. Seine Grabstätte befindet sich auf dem Kölner Friedhof Dünnwald. Noch im Jahr seines Todes wurde in Köln-Dünnwald ein Weg nach ihm benannt.

## Werke
- Die Trommel rief ... Düren 1915
- Der Brunnen, Höhscheid-Solingen 1916
- Haideklänge, Düren 1916
- Schelmenweisen, Düren 1916
- Lieder eines Dorfpoeten, Düren-Birkesdorf 1917
- Der Brunnen, Minneweisen, Salm-Verlag zu Cöln 1917
- Heggerüsger, Düren-Birkesdorf (Rhld.) 1920
- Hör, wat Ulespegel säht!, Düren-Birkesdorf 1920
- Neudeutsche Volkslieder, Darmstadt 1921
- Feuerlilien, Birkesdorf-Düren 1922
- Der rheinische Fiedelmann, Köln 1922
- Dörpleeder, Birkesdorf-Düren (Rhld.) 1923
- Em Loßhüsge, Burg a.d. Wupper 1923
- Feldmösche, Heidelberg 1925
- Leila-Lieder, Heidelberg 1925
- In Veil und grünem Klee, Burg a.d. Wupper 1928
- Rhingvolk, Leder un Gedeechte, 1. Deel, Köln-Ehrenfeld o. J.
- Rhingvolk, Bonn
  - 1. Volksleder un Rüümche, 1928
  - 2. Volksleder un Gedeechte, 1933
  - 3. Volksleder un Gedeechte, 1933
  - 4. Volksleder un Gedeechte, 1934
- Ongen em Dörp un oven em Dörp ..., Köln 1929
- Christkinds Erdenreise, Köln 1930
- Rheinische Dorfkirmes, Ein Funkspiel 1936
- Steenhäuerlück, Köln-Ehrenfeld 1937
- Us Johreslevve un Levvensjohre, Saarlautern 1939
- Van Engele, Bengele un decke Botteramme, Köln 1939
- Schnurren vom Rhein, Köln 1941
- Et Offermanns Drückche, Köln-Dünnwald 1948
- Onger'm Zepter vam Zacheies, Köln-Dünnwald 1948
- Überlieferungen aus Flittard und Stammheim, Köln-Dünnwald 1949
- Wat die Mechels-Wehter verzälle, Köln-Dünnwald 1949
- Höhenhaus und Weidenbruch, Köln-Dünnwald 1950
- Die letzten ..., Köln-Dünnwald 1950
- Volksleben und Lande am Rhein, Köln-Dünnwald
  - 1. Hartmond, 1953
  - 2. Spürkel, 1962
  - 3. Lenzmond, 1956
  - 4. Ostermond, 1959
  - 5. Mai, 1952
  - 6. Rosenmond, 1955
  - 7. Heuert, 1967
  - 8. Erntemond, 1964
  - 9. Herbstmond, 1969
  - 10. Weinmond, 1958
  - 11. Windmond, 1952
  - 12. Christmond, 1951
- Der weiße Mönch auf dem Emberg, Köln-Dünnwald 1954
- Überlieferungen aus dem Kloster Dünnwald, Köln-Dünnwald 1971
- Fluren, Straßen und Häuser im alten Dünnwald, Köln-Dünnwald 1972
- Der Grinkenschmied vom Emberg und De Querge vam Dünnwaal, Köln-Dünnwald 1972
- Livverlingche, Köln 1976